# Norton Ghost
Norton Ghost (noto precedentemente come Ghost) è un software che consente la creazione di immagini del disco rigido. È prodotto dalla Symantec.
Il software è giunto alla versione 15.0, distribuita nel novembre 2009, poi lo sviluppo è stato interrotto, mentre la versione aziendale è ancora commercializzata come parte di Ghost Solution Suite.

## Storia
La prima versione è stata sviluppata da Murray Haszard nel 1995 per la Binary Research.
Nel 1998 il software è stato acquisito dalla Symantec, azienda che lo produce tuttora.
Con la versione Norton Ghost 2003 (distribuita nel 2002), il programma cambia nome in Norton Ghost.
Dalla versione Norton Ghost 9.0 (distribuita nel 2004) il programma utilizza la tecnologia del software Drive Image, prodotto dalla acquisita PowerQuest. Dato il cambio di tecnologia, la versione 9.0 viene distribuita con la versione 2003 per consentire la lettura delle vecchie immagini.
Symantec dal 30 aprile 2013 ha cessato la vendita del software e ha dichiarato che interromperà il suo sviluppo il 30 giugno 2014.

## Varianti

### Ghost Solution Suite
Dal 2004, costituisce la versione professionale di Norton Ghost.
Nel 2019 è giunto alla versione 3.3.

### Norton Save & Restore
È una versione ridotta di Norton Ghost.
La prima versione è stata distribuita nel 2006 e l'ultima è la 2.0.